# Otema Allimadi
Erifasi Otema Allimadi (11 février 1929 - 5 août 2001) est un homme d'État ougandais, Premier ministre de 1980 à 1985.

## Biographie
Dans le gouvernement du président Godfrey Binaisa du 20 juin 1979 au 11 mai 1980, il était ministre des Affaires étrangères . Après les gouvernements de transition de Paulo Muwanga et une commission présidentielle composée de trois membres, il a ensuite été nommé Premier ministre par le président nouvellement élu, Milton Obote, le 18 décembre 1980. Il conserva cette charge jusqu'à la chute d'Obote par le lieutenant général Bazilio Olara Okello le 27 juillet 1985.